# La sepultada viva
La sepultada viva es una película italiana dirigida en 1973 por Aldo Lado.

## Sinopsis

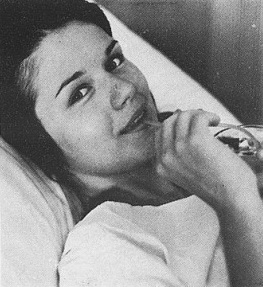
La actriz principal, Agostina Belli, en una clínica de Roma tras un percance de rodaje
(foto publicada en la pág. 6 del n.º 140
del periódico turinés La Stampa).

En 1780 en Francia, el joven Conde Philippe, señor de Coetquen, acaba de casarse con la bella Christine, hija de un pescador pobre del oeste. A pesar de su origen humilde, Christine es bien recibida por los amigos de Philippe, y la joven duquesa Dominique de Matignon le demuestra una sincera amistad. Los jóvenes hermanos de Philippe: Ferdinand y Gael, están satisfechos con su matrimonio, pero temen por la herencia paterna. Ferdinand, celoso del poder y la autoridad de Philippe, ve en peligro cualquier reclamación futura ya que Christine está embarazada. Su hijo será el único heredero del patrimonio Coetquen. 
Gael desea casarse con Dominique de Matignon, la cual odia a Christine. Ferdinand aprovecha los temores de Gael para llevar a cabo un plan que quitará de en medio a su joven cuñada y al niño que lleva dentro. De modo que aliándose con Morel, el intendente del castillo, los dos hermanos, aprovechan la ausencia de Philippe, y encarcelan a Christine en el calabozo de una torre del castillo, asegurando que esta ha muerto. 
Cuando Philippe vuelve al castillo y se entera de la muerte de su esposa, queda abrumado por el dolor y cada vez tiene menos interés en los asuntos del castillo. Ferdinand poco a poco se convierte en el amo indiscutible. 
Mientras, la pobre Christine vive una miserable existencia en el calabozo de la torre, esperando el final de su embarazo. Un día casi muere ahogada en su celda a manos de Ferdinand, decidido a matarla sin que se entere su hermano Gael, pues este no quiere ser cómplice de ese terrible pecado. Ella es salvada casualmente por el intendente, el cual está tentado de contárselo todo a Philippe. Ferdinand, sin embargo, sospecha algo y le amenaza. El intendente aprovechando la oportunidad chantajea a sus amos; guardará silencio, a cambio de que Ferdinand se case con su hija Odette, Ferdinand calla, pero no hay duda que ya ha condenado a muerte a su cómplice.
Un día Philippe deja el castillo y se refugia en un convento. Envía una carta a sus hermanos anunciándoles que se ha suicidado, y que les deja a ambos todos sus bienes. El abandono de Dominique y el suicidio de su hermano sacuden el equilibrio mental de Gael, ya de por sí precario. Mientras Ferdinand está celebrando el poder que finalmente tiene entre sus manos, Gael, desesperado se suicida ahorcándose.
Un chico ha descubierto la prisión de Christine y la ayuda a escapar. Por temor a ser descubierto por Ferdinand, confía el niño al convento del pueblo (el mismo en el que Pilippe ha encontrado refugio). Entonces ella marcha al pueblo de su padre. Gracias a una marca de identificación que Christine ha dejado en el niño, Philippe descubre que el este es su hijo. Así que deja el convento y penetra en el castillo donde Ferdinand encerrado en sí mismo, está aterrorizado por los fantasmas de sus víctimas que aparecen en sus sueños. Philippe se enfrenta a su hermano, pero este último, intenta huir y muere al caer desde una almena del castillo. Gracias al chico que ha ayudado a huir a Christine, Philippe consigue llegar hasta ella.